# Algoma University
Algoma University – uczelnia w Kanadzie, zlokalizowana w Ontario.